# Virus Alert
Virus Alert ist ein Popsong von Weird Al Yankovic. Er erschien 2006 auf dem Album Straight Outta Lynwood. Das Stück beschreibt die Folgen eines fiktiven Computervirus und ist ein Pastiche des Stils der Gruppe Sparks. Zudem ist er es eine Parodie auf Hoaxes, die sich über E-Mail verbreiten.

## Inhalt
Der Virus in diesem Lied richtet im Text folgenden Unfug und folgende Schäden an (in chronologischer Reihenfolge):
- Übersetzt deine Dokumente in Swahili
- Lässt deinen Fernseher den Spielfilm Liebe mit Risiko – Gigli aufnehmen
- Macht deine Haustiere geschlechtslos
- Reinigt deine Wäsche statisch
- Lässt deinen Computermonitor einfrieren.
- Löscht die Easter Eggs von deinen DVDs
- Löscht deine Festplatte, deine Backups und alle Festplatten deiner Bekannten
- Lässt die Farbe an deiner Wand abblättern
- Macht deine Tastatur klebrig
- Verpasst deinem Pudel einen Knutschfleck
- Legt dein ganzes Geld bei Euro-Disney an
- Blockiert dein Telefon mit Ferngesprächen
- Stellt die Uhr eine Stunde zurück
- Blockiert die Dusche
- Zieht dich permanent an der Unterhose
- Ändert deinen Namen rechtskräftig in „Reggie“
- Stört den pH-Wert in deinem Schwimmbecken.
- Schmilzt das Gesicht von deinem Schädel
- Lässt deinen iPod nur noch Jethro Tull spielen
- Erzählt dir „Klopf-Klopf“-Witze, wenn du zu schlafen versuchst
- Lässt dich Schafe attraktiv finden
- Stiehlt deine Identität und deine Kreditkarte
- Kauft ein Lagerhaus voll mit pinkfarbenen Leotards
- Verursacht einen Riss in Raum und Zeit.
- Hinterlässt überall Kuchenverpackungen
- Verschickt E-Mails an deine Großmutter mit all deinen Pornos